# Lunar Orbiter 4
Lunar Orbiter 4 war die vierte von fünf Mondsonden des Lunar-Orbiter-Programms der US-amerikanischen Weltraumorganisation NASA. Mit dem Lunar Orbiter-Programm sollte der Mond fotografisch erfasst und kartografiert werden, um so Landeplätze für die Raumsonden des Surveyor-Programms sowie für die bemannte Mondlandung zu finden.

## Missionsverlauf
Die drei vorangegangenen Lunar-Orbiter-Missionen waren erfolgreich abgeschlossen und hatten genügend Bilder für die Vorbereitung des Apollo-Programms erbracht. Aus diesem Grunde wurde für die vierte Mission eine andere Umlaufbahn mit größerer Bahnhöhe (2706 bis 6111 km) und höherer Bahnneigung (85,5°) ausgewählt.
Die Aufnahmen der Mondoberfläche begannen am 11. Mai 1967 und wurden am 26. Mai eingestellt, nachdem zuerst Probleme mit der Linsenabdeckung und später mit dem Transportmechanismus der Kamera aufgetreten waren. Bis zum 1. Juni wurden 127 Bilder mittlerer Auflösung und 419 Bilder hoher Auflösung zur Erde gefunkt. Damit war die Vorderseite des Mondes zu 99 % mit Bildern zwischen 58 und 134 Metern Auflösung erfasst.
Anschließend wurde die Umlaufbahn abgesenkt, um aus den Unregelmäßigkeiten der Bahn auf Mascons schließen zu können. Diese Erkenntnisse wurden für die letzte Mission Lunar Orbiter 5 verwertet. Lunar Orbiter 4 stürzte am 6. Oktober 1967 auf die Mondoberfläche.